# Pa William Ndure
Pa William „Ngarrah“ Ndure (* 20. Jahrhundert; † 29. Januar 2009) war ein gambischer Fußballspieler.

## Leben
Pa Ndure war in den späten 1960er und frühen 1970er Jahren einer der besten rechten Halbstürmer in Gambia. Er spielte für Phantoms, USA und Black Diamonds und verhalf ihnen zu mehreren Meisterschaftstrophäen. Er war jahrelang in der gambischen Nationalmannschaft gesetzt und gehörte jener Mannschaft an, die Senegal zuletzt 1962 in einem offiziellen Spiel im Wettbewerb um den Kwame Krumah Gold Cup in Dakar besiegte.
Ndure galt als ein disziplinierter Spieler und erhielt während seiner gesamten Fußballkarriere nie eine Rote Karte. Er war der Friedensstifter in der Mannschaft und stand Spielern, die in Not waren, stets mit Rat und Tat zur Seite. er war nicht nur ein Fußballspieler, er war auch Mitglied des Lenian Clubs in der Hagan Street, der jedes Jahr einen Leichtathletik-Wettkampf zwischen den Clubs gegen den Roxy Vous in der Dobson Street organisierte. Ndure war ihr Meister im Hochspringen und gehörte zu ihrer Staffel.
Pa William Ndure wurde 2007 vom Gambia National Olympic Committee (GNOC) in die Sportverdienstliste Gambias aufgenommen.

## Familie
Sein Sohn Ebou Ndure war einst Erster Vizepräsident des Gambia Football Association (GFA).

## Auszeichnungen und Ehrungen
Pa William Ndure wurde 2007 vom Gambia National Olympic Committee (GNOC) in die Sportverdienstliste Gambias aufgenommen. Er war einer der großen Spieler des Landes und ein Vorbild für junge Spieler.